# 重慶市
重慶市（じゅうけいし、チョンチンし、簡体字: 重庆市、拼音: Chóngqìng、英語: Chongqing）は、中華人民共和国の直轄市。長江の上流地域経済の中心であり、西南圏総合交通拠点である。
人口は約3,205万人で、単独の市域では世界最多である。2017年の都市圏人口は1962.66万人のメガシティである。
略称は渝で、重慶市内にある嘉陵江の古称「渝水」を由来とする。2019年、アメリカのシンクタンクが公表したビジネス・人材・文化・政治などを対象とした総合的な世界都市ランキングにおいて、世界第105位の都市と評価されている。

## 地理
重慶市は長江上流の四川盆地東部に位置し、東は湖南省と湖北省、西は四川省、南は貴州省、北は陝西省と接する。東西470キロメートル、南北450キロメートルにわたる広大な面積を持ち、総面積は8.24万平方キロメートルで北海道（8.34万平方キロメートル）とほぼ同じである。市の中心部では北から嘉陵江が長江に合流し、涪陵で烏江が長江に合流する。四川盆地東部には「川東平行嶺谷」と呼ばれる、平原の中に数十本の線上の褶曲山地が平行に伸びる地形がある。山地は長年の水の浸食作用により削られ、浸食に強い石灰岩や変成岩などが残された結果、線状の細長い山地となっている。重慶市街地付近では山地は南北に伸びており、嘉陵江や長江が山地を東西に貫き渓谷地帯を形成している。重慶の中心部は東西を褶曲山地に挟まれており、複数の山地を越えて広がる新市街地と中心地の間は鉄道や道路のトンネルで結ばれている。
現在中華人民共和国に4つある直轄市の中で最大の面積であり（最小の自治区である寧夏回族自治区（6.6万平方キロメートル）や最小の省である海南省（陸地面積3.51万平方キロメートル）よりも広い。全域の人口では上海市、北京市、天津市の他の3直轄市や香港特別行政区などを上回る。中国の物流の大動脈である長江沿岸に栄えた重慶は古くから水運が発達していたが、三峡ダムの完成後は、1万トン級の船舶も直接重慶まで航行が可能になり、併せて整備される保税区との相乗効果で重慶港は内陸の国際コンテナターミナルとして大きな発展が見込まれている。
市内にはガス田などの豊富なエネルギー資源があり、内陸部内での輸送コストにおいて有利な点から工業都市として発展している。2014年にはシェールガスの開発・生産もみられた。

### 気候
盆地であるが故に夏は酷暑となり、7月の平均気温は28.3℃に達する。日中は猛暑日となり、最低気温が30℃を下回らないことも珍しくない。また湿度も高いため非常に蒸し暑く、不快指数は非常に高い。重慶は同じ長江流域の武漢、南京と並んで「三大火炉」と呼ばれている。1月の平均気温は7.9℃、平均最低気温は6.2℃と、内陸盆地にあるにもかかわらず、冬季はかなり温暖である。これは秦嶺山脈が北からの寒気を遮ることと、日照時間が少なく常に曇っているため、放射冷却が少ないからである。年中曇りや雨の日が多く、中国で最も日照時間が少ない都市のひとつである。
ケッペンの気候区分では、温暖湿潤気候（Cfa）と温帯夏雨気候（Cwa）の境界にあたる。

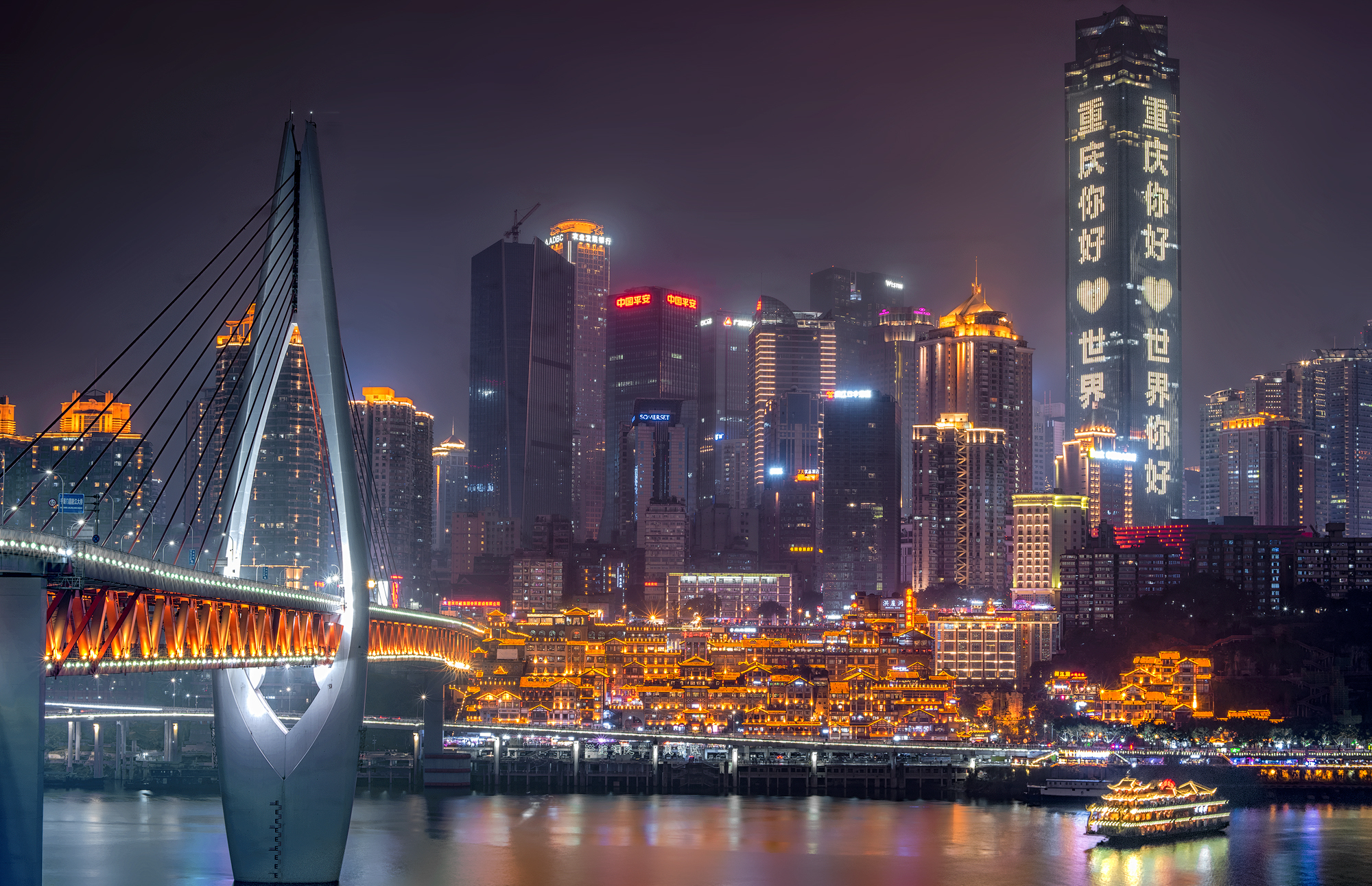
重慶夜景

| 重慶市（1981〜2010年平均、極値1951〜2013年） の気候 | 重慶市（1981〜2010年平均、極値1951〜2013年） の気候 | 重慶市（1981〜2010年平均、極値1951〜2013年） の気候 | 重慶市（1981〜2010年平均、極値1951〜2013年） の気候 | 重慶市（1981〜2010年平均、極値1951〜2013年） の気候 | 重慶市（1981〜2010年平均、極値1951〜2013年） の気候 | 重慶市（1981〜2010年平均、極値1951〜2013年） の気候 | 重慶市（1981〜2010年平均、極値1951〜2013年） の気候 | 重慶市（1981〜2010年平均、極値1951〜2013年） の気候 | 重慶市（1981〜2010年平均、極値1951〜2013年） の気候 | 重慶市（1981〜2010年平均、極値1951〜2013年） の気候 | 重慶市（1981〜2010年平均、極値1951〜2013年） の気候 | 重慶市（1981〜2010年平均、極値1951〜2013年） の気候 | 重慶市（1981〜2010年平均、極値1951〜2013年） の気候 |
| 月                                                  | 1月                                                 | 2月                                                 | 3月                                                 | 4月                                                 | 5月                                                 | 6月                                                 | 7月                                                 | 8月                                                 | 9月                                                 | 10月                                                | 11月                                                | 12月                                                | 年                                                  |
| --------------------------------------------------- | --------------------------------------------------- | --------------------------------------------------- | --------------------------------------------------- | --------------------------------------------------- | --------------------------------------------------- | --------------------------------------------------- | --------------------------------------------------- | --------------------------------------------------- | --------------------------------------------------- | --------------------------------------------------- | --------------------------------------------------- | --------------------------------------------------- | --------------------------------------------------- |
| 最高気温記録 °C （°F）                              | 18.8 (65.8)                                         | 24.5 (76.1)                                         | 34.0 (93.2)                                         | 36.4 (97.5)                                         | 38.9 (102)                                          | 39.8 (103.6)                                        | 40.9 (105.6)                                        | 43.0 (109.4)                                        | 41.9 (107.4)                                        | 35.1 (95.2)                                         | 29.2 (84.6)                                         | 21.5 (70.7)                                         | 43.0 (109.4)                                        |
| 平均最高気温 °C （°F）                              | 10.3 (50.5)                                         | 12.9 (55.2)                                         | 17.7 (63.9)                                         | 23.0 (73.4)                                         | 27.2 (81)                                           | 29.4 (84.9)                                         | 33.0 (91.4)                                         | 33.2 (91.8)                                         | 28.3 (82.9)                                         | 21.7 (71.1)                                         | 17.1 (62.8)                                         | 11.5 (52.7)                                         | 22.1 (71.8)                                         |
| 日平均気温 °C （°F）                                | 7.9 (46.2)                                          | 10.0 (50)                                           | 13.8 (56.8)                                         | 18.5 (65.3)                                         | 22.6 (72.7)                                         | 25.1 (77.2)                                         | 28.3 (82.9)                                         | 28.3 (82.9)                                         | 24.1 (75.4)                                         | 18.6 (65.5)                                         | 14.2 (57.6)                                         | 9.3 (48.7)                                          | 18.4 (65.1)                                         |
| 平均最低気温 °C （°F）                              | 6.2 (43.2)                                          | 8.0 (46.4)                                          | 11.2 (52.2)                                         | 15.4 (59.7)                                         | 19.3 (66.7)                                         | 22.1 (71.8)                                         | 24.8 (76.6)                                         | 24.7 (76.5)                                         | 21.2 (70.2)                                         | 16.5 (61.7)                                         | 12.2 (54)                                           | 7.7 (45.9)                                          | 15.8 (60.4)                                         |
| 最低気温記録 °C （°F）                              | −1.8 (28.8)                                         | −0.8 (30.6)                                         | 1.2 (34.2)                                          | 2.8 (37)                                            | 10.8 (51.4)                                         | 15.5 (59.9)                                         | 19.2 (66.6)                                         | 17.8 (64)                                           | 14.3 (57.7)                                         | 6.9 (44.4)                                          | 0.7 (33.3)                                          | −1.7 (28.9)                                         | −1.8 (28.8)                                         |
| 降水量 mm （inch）                                  | 19.7 (0.776)                                        | 23.4 (0.921)                                        | 43.0 (1.693)                                        | 96.5 (3.799)                                        | 146.7 (5.776)                                       | 193.8 (7.63)                                        | 186.0 (7.323)                                       | 135.1 (5.319)                                       | 105.6 (4.157)                                       | 85.7 (3.374)                                        | 48.2 (1.898)                                        | 24.3 (0.957)                                        | 1,108 (43.622)                                      |
| 平均降水日数                                        | 10.0                                                | 9.8                                                 | 11.9                                                | 14.3                                                | 15.5                                                | 15.7                                                | 12.5                                                | 11.3                                                | 12.7                                                | 16.1                                                | 11.5                                                | 9.8                                                 | 151.1                                               |
| % 湿度                                              | 84                                                  | 80                                                  | 77                                                  | 77                                                  | 77                                                  | 81                                                  | 76                                                  | 74                                                  | 79                                                  | 85                                                  | 84                                                  | 85                                                  | 79.9                                                |
| 平均月間日照時間                                    | 20.6                                                | 29.7                                                | 64.9                                                | 93.6                                                | 109.4                                               | 97.7                                                | 158.6                                               | 167.0                                               | 106.6                                               | 50.4                                                | 35.9                                                | 20.4                                                | 954.8                                               |
| 出典：中国气象局 国家气象信息中心 2014-01-01        |                                                     |                                                     |                                                     |                                                     |                                                     |                                                     |                                                     |                                                     |                                                     |                                                     |                                                     |                                                     |                                                     |

## 歴史

### 古代
戦国時代、諸侯の国の巴国は現在の重慶地区の江北区・墊江において都を定めている。張儀が蜀に入って巴国が消えた後に、江州に兵隊を駐屯させて江州城を築いた。秦・漢の江州城の所在地は現在の江北区、三国時代以降の江州城の所在地は現在の渝中区長江・嘉陵江の合流地の「朝天門」の近くにある。重慶は、史書の記載を遡ると、2024年までで2,340年の歴史を有する。秦が全国を36郡に分けた際、重慶はその一つとして「巴郡」となった。漢代の巴郡は江州を語って、益州の州長官部に所属した。魏晋南北朝時代、巴郡は荊州、益州、巴州、楚州に属している。
南宋の景定2年（1261年）に、蒙古軍は成都を攻め落とし、宋軍は重慶に後退して守勢をとった。彭大雅は重慶府知府を担当し、防衛のため重慶城を拡張し、明・清時代の重慶の基礎を打ち立てた。

### 清王朝時代
1876年9月13日、イギリスは「マーガリー事件」を口実にし、清政府と中英「芝罘条約」（煙台条約）を締結し、イギリスが重慶に領事を駐在させることができるようになった。1890年3月31日、中英は「芝罘条約続増専条」を締結して、重慶を貿易港とした。1891年3月1日、重慶税関が朝天門の近くで設立された。
1895年、清は日清戦争に負け、「下関条約」によって、重慶は日本に内陸の貿易港として開放された。同時に、イギリスとフランスがそれぞれ重慶で領事館区を創立した。

### 中華民国時代

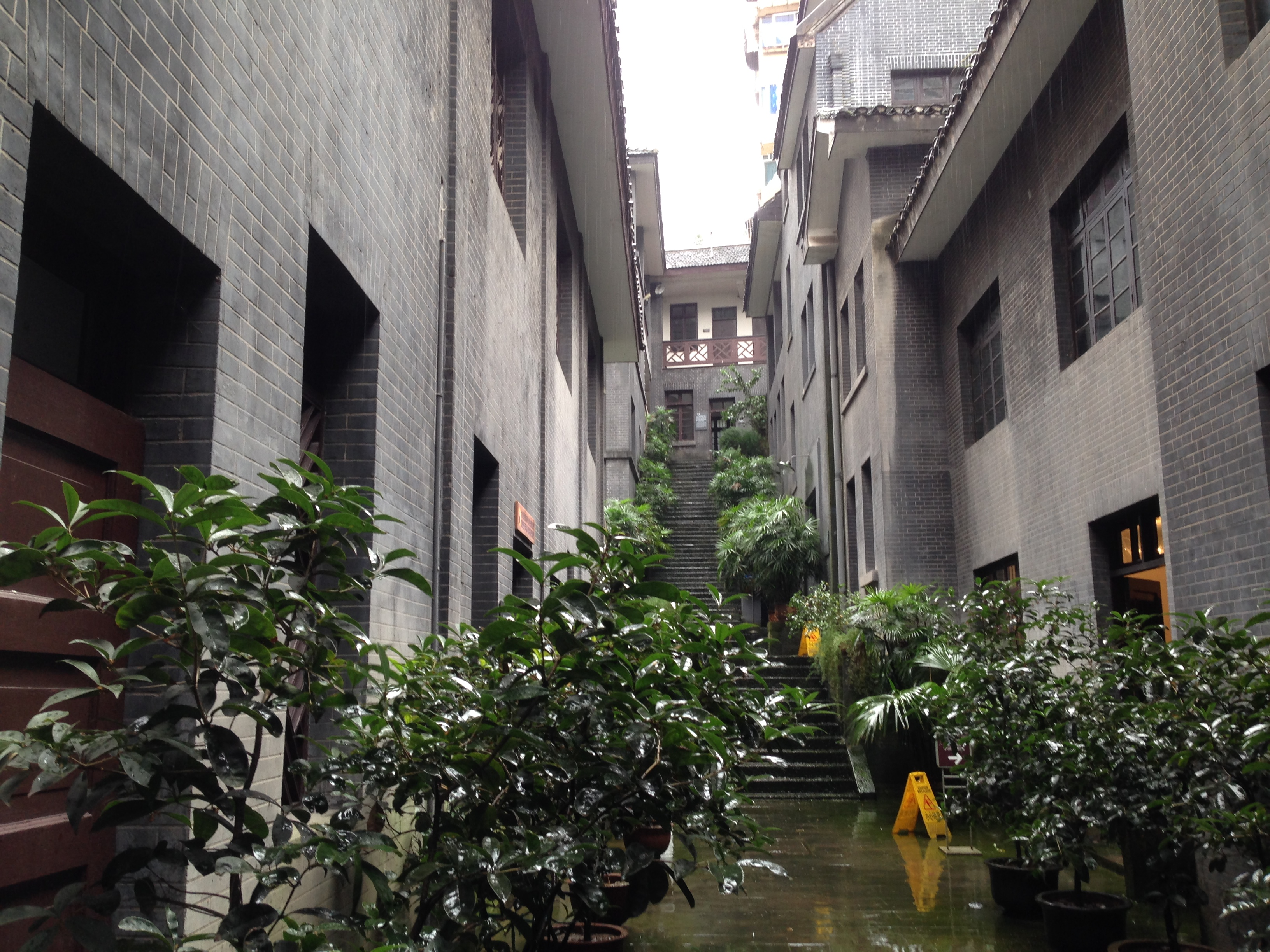
韓国臨時政府遺跡地

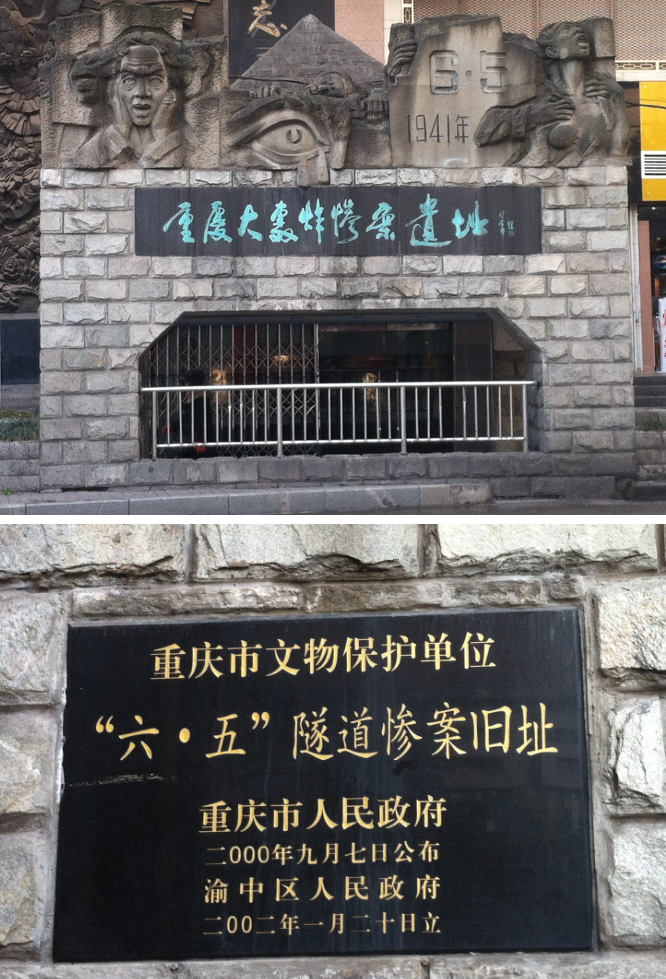
重慶大爆撃の遺跡

1929年（民国18年）、重慶は巴県から切り離され、国民政府の2級の乙等の省管轄の都市四川省に所属するようになった。
1936年、管理する1等国家直轄市となり、貴州省の遵義地区など統轄した。
1939年（民国28年）5月5日、南京国民政府は、重慶を甲等の国家直轄市に昇格させた。管轄区域の範囲はおおむね現在の重慶の主な市街区域と同じである。日中戦争で首都であった南京が陥落すると、1938年に蔣介石の中国国民党は首都機能を重慶に移転させ、北碚市（現在の北碚区）において中華民国の中央行政院と臨時政府が設置された。
また、金九などを中心とした大韓民国臨時政府も、国民政府とともに重慶へ避難した。日本軍は、蔣介石の国民政府及び大韓民国臨時政府を殲滅するため、重慶に戦略爆撃、後に無差別爆撃を行った（重慶爆撃）。1941年6月5日の日本軍の爆撃に伴い、重慶トンネル虐殺事件が発生し、多数の市民が死亡した。
国民政府は対日作戦を徹底する決意を示すため「精神堡塁」を建設した(現在は跡地に解放碑が建設されている)。渝中区人民公園には重慶市の消防職員の殉職記念碑があり、臨江門都市広場の近くに大きな爆撃記念碑がある。
日中戦争終結後の1945年8月、内戦を避けるため、国民政府（中国国民党）は中国共産党と重慶において43日間にわたる重慶会談を行った。

### 中華人民共和国時代
1949年11月30日、中国人民解放軍は重慶に入り、重慶市は中華人民共和国の直轄市となった。1954年7月、重慶市は直轄市から地方都市に変更され、再び四川省に併入された。
1997年3月14日、第8期の全国人民代表大会の第5回の会議で、四川省重慶市・万県市・涪陵市・黔江地区を合併し重慶直轄市を設立する議案が可決され、6月18日に設立された。

## 経済

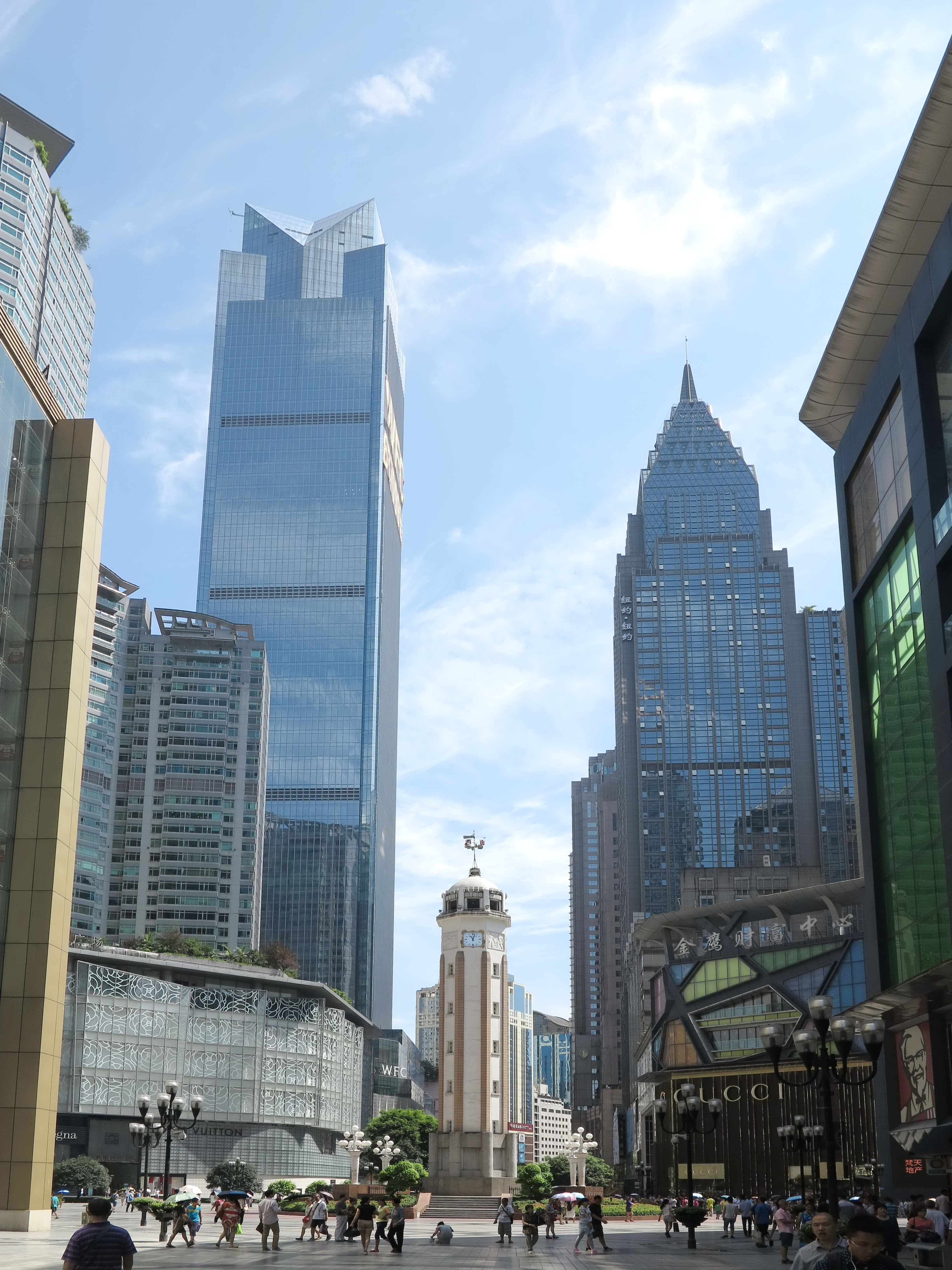
解放碑中心業務地区

重慶市の2022年の市内総生産は21929.03億元（約3067億ドル）であり、広州を超えて中国の第4位になった。

重慶は、1895年に締結された日清講和条約の「清国は、荊州府沙市・重慶府・蘇州府・杭州府を日本に開放する」という条文により対外開放され、長江により宜昌を経由して東部へ、また中部の各所への輸送が強化され、外資、民族資本が投入され近代工業が興った。
日中戦争中に南京市・武漢市などから主要工場を疎開させたため産業が集積した。
中華人民共和国成立後、内陸部工業化の重点都市となり、中ソ対立の時期には上海市や東北部から工場が四川省などへ移転し重慶にも多額の国家投資が1976年まで投入された。重慶は機械工業、総合化学工業、医薬品、電子機器、電力設備、食品加工、建築資材、ガラス工業、冶金などの各工業が組み合わさった一大基地となり、一時は「工業は重慶に学べ」のスローガンも出た。
一時は中国6大工業基地の一翼となるが、内陸部からの資本の撤退により衰退した。1980年代の改革開放後、上海など沿海部の都市がめざましく発展したのに対し、重慶は発展から取り残され、経済的に立ち遅れた地域になっていた。
1997年内陸部振興のため重慶直轄市が新設され、中国人民銀行重慶営業管理部が設置されるなど、再生の努力がされている。現在の主力産業は自動車産業（自動車、オートバイ）であり、また中国内最大の軍事設備生産の拠点でもある。
改革開放政策による急激な需要の増大に対し、老朽化した設備により大気汚染が悪化し、多数の公害病患者が出たことでも知られたが、近年は設備の近代化や環境対策により以前ほど深刻ではなくなってきている。

## 行政区画
重慶市は中央直轄市として26市轄区・8県・4自治県を管轄する。
- 市轄区
  - 都市的地域
    - 渝中区・沙坪垻区・九竜坡区・大渡口区・巴南区・南岸区・江北区・渝北区・北碚区

  - 郊外的地域
    - 涪陵区・長寿区・武隆区・黔江区・合川区・永川区・江津区・南川区・綦江区・璧山区・銅梁区・潼南区・大足区・栄昌区・万州区・開州区・梁平区
- 県
  - 忠県・墊江県・豊都県・奉節県・雲陽県・城口県・巫渓県・巫山県
- 自治県
  - 石柱トゥチャ族自治県・彭水ミャオ族トゥチャ族自治県・酉陽トゥチャ族ミャオ族自治県・秀山トゥチャ族ミャオ族自治県

| 重慶市の地図 |
| --- |
| 1 九竜坡区 南岸区 大渡口区 江北区 沙坪垻区 巴南区 渝北区 北碚区 璧山区 長寿区 合川区 江津区 永川区 大足区 綦江区 栄昌区 銅梁区 潼南区 涪陵区 南川区 墊江県 豊都県 武隆区 黔江区 彭水ミャオ族 · トゥチャ族自治県 石柱 · トゥチャ族 · 自治県 秀山トゥチャ族 · ミャオ族自治県 酉陽トゥチャ族 · ミャオ族自治県 万州区 城口県 奉節県 開州区 梁平区 巫山県 巫渓県 雲陽県 忠県 1.渝中区 |

## 軍事
西部戦区（旧成都軍区）に属する快速反応部隊である第13集団軍司令部が市内に駐屯し、空軍の第33航空師団（戦闘機師団）が大足基地に所在する。

## 教育
重慶市にある985工程の大学は重慶大学しかない。211工程に所属しているのは重慶大学と西南大学の二校である。
| - 重慶大学 - 西南大学 - 西南政法大学 - 四川外国語大学 - 四川美術学院 - 重慶医科大学 - 重慶理工大學 - 重慶三峡学院 - 重慶科学技術学院 | - 重慶文理学院 - 重慶師範大学 - 重慶工商大学 - 重慶郵便・電信大学 - 重慶交通大学 - 長江師範学院 - 中国人民解放軍第三軍医大学 - 中国人民解放軍重慶通信学院 - 中国人民解放軍後方勤務工程学院 |

## 交通

### 空港

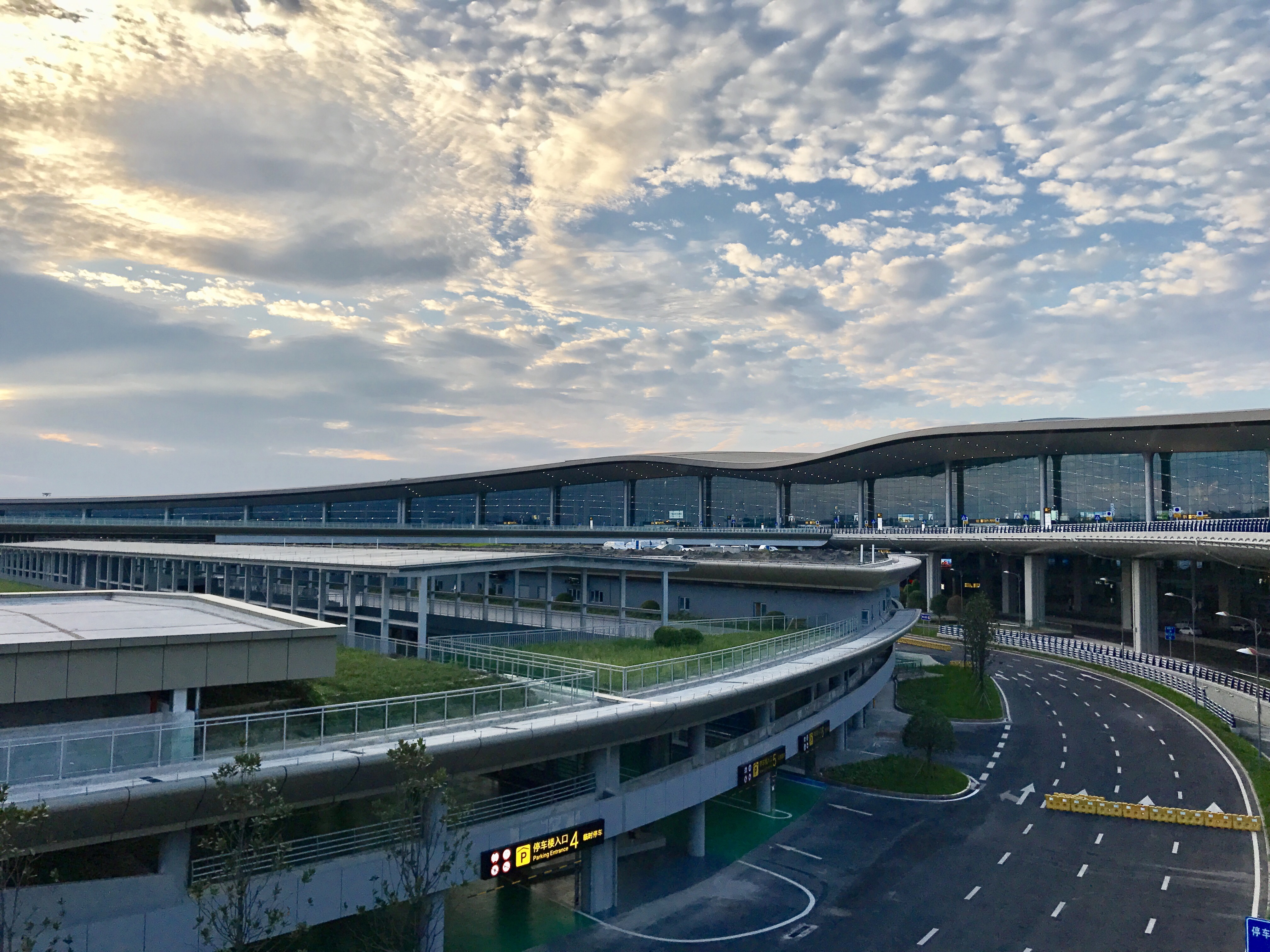
重慶江北国際空港

重慶市内には、重慶江北国際空港(渝北区)、万州五橋空港(万州区)、黔江武陵山空港(黔江区) 、重慶巫山空港(巫山県)、重慶仙女山空港(武隆区)の五つの空港がある。重慶江北国際空港が市内最大級の空港である。

### 鉄道

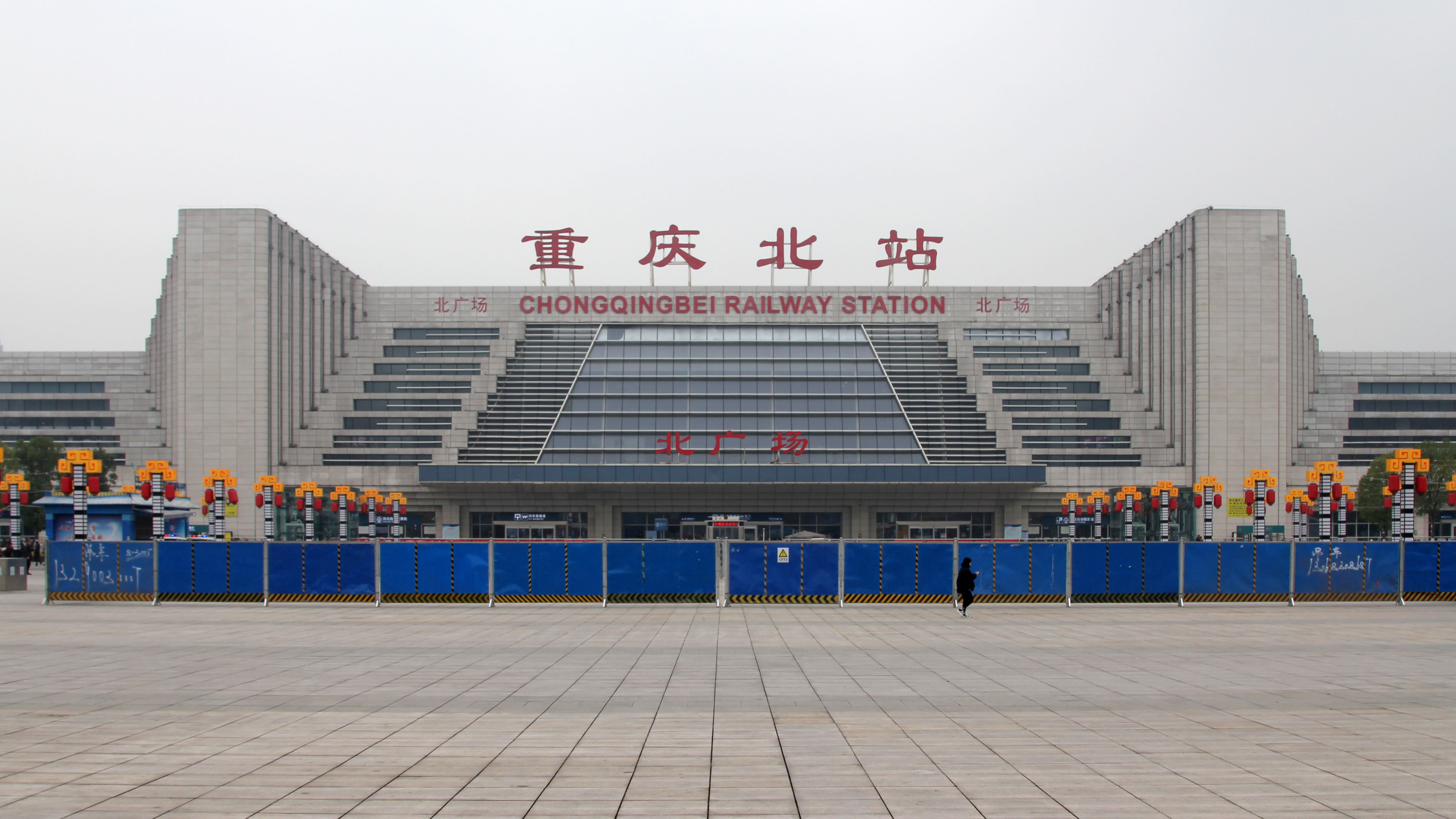
重慶北駅

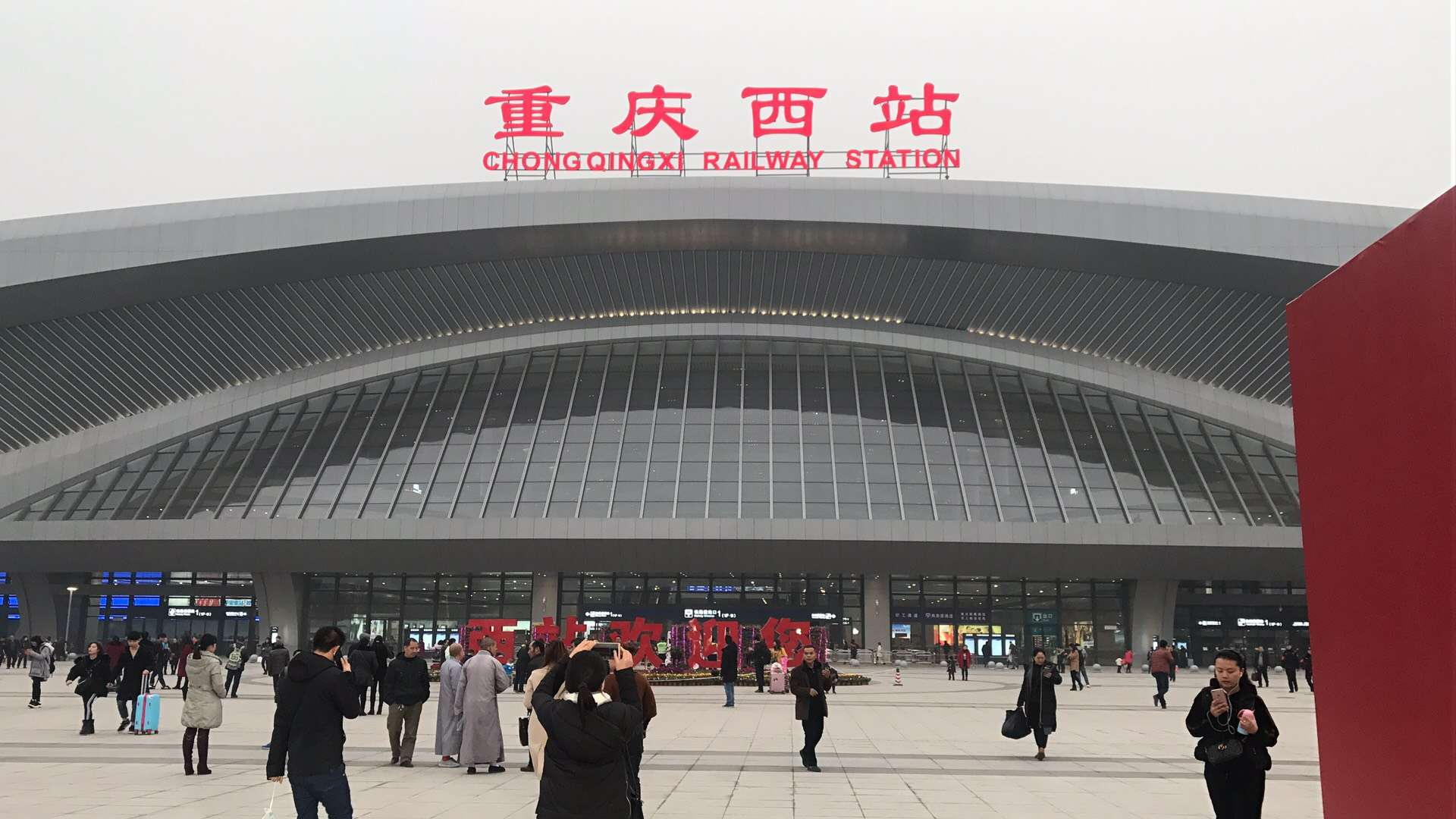
重慶西駅

市中心部の鉄道ターミナル（重慶北駅、重慶西駅、重慶東駅、沙坪垻駅）が重慶と中国各地とを結ぶ。この他にも市内には複数の鉄道駅が存在する。
- 中国国家鉄路集団
  - 重慶北駅（渝北区）
    - 成都方面：成渝旅客専用線、遂渝線
    - 西安方面：成渝旅客専用線、蘭渝線、襄渝線
    - 蘭州方面：蘭渝線
    - 武漢・上海方面：滬漢蓉旅客専用線渝利線
    - 湖南方面：渝懐線（中国語版）
    - 鄭州方面：渝万都市間鉄道（鄭渝高速鉄道（中国語版））

  - 重慶西駅（沙坪垻区）
    - 成都方面：成渝旅客専用線、遂渝線
    - 貴陽・広州方面：渝貴線、川黔線
    - 宜賓方面：渝昆高速鉄道
    - 西安方面：成渝旅客専用線、蘭渝線

  - 重慶東駅（中国語版）（南岸区）
    - 長沙方面：渝厦旅客専用線（中国語版）[9]

  - 沙坪垻駅（沙坪垻区）
    - 成都方面：成渝旅客専用線

### 道路

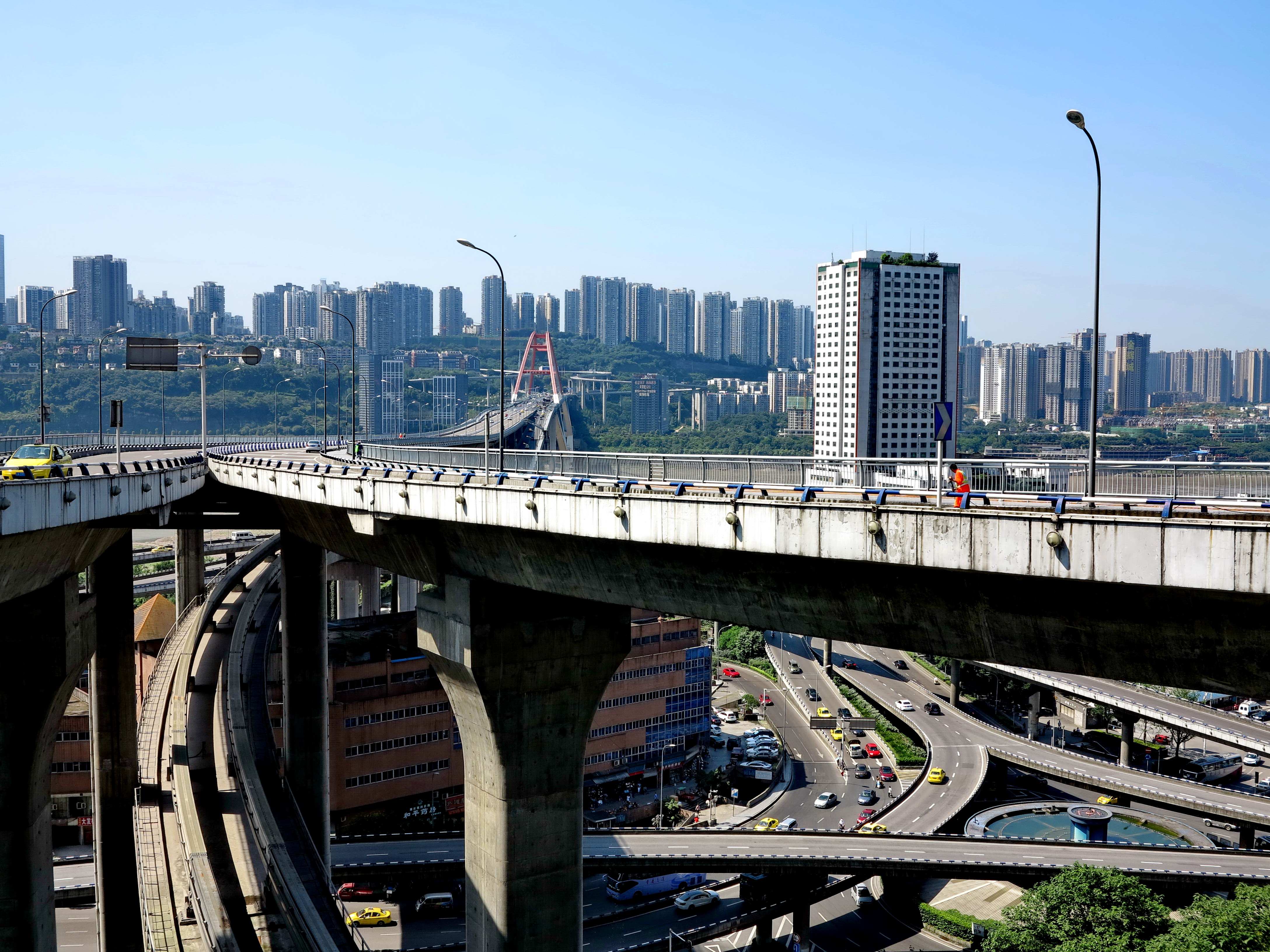
市内中心部に架かる菜園垻長江大橋
下部を重慶軌道交通が通る鉄道道路併用橋である

市内中心部から高速道路が放射状に伸び、環状の高速道路が三重に形成されている。また国道はG210国道、G212国道、G319国道の3本が市内中心部を通る。市内を流れる長江、嘉陵江には複数の橋が架けられ、道路交通の一端を担っている。
- 高速道路
  -  滬蓉高速道路
  -  滬渝高速道路（中国語版）
  -  包茂高速道路
  -  銀百高速道路
  -  蘭海高速道路
  -  銀昆高速道路
  -  成渝環状高速道路
  -  重慶環状高速道路（中国語版）
  -  恩広高速道路（中国語版）
  -  渝蓉高速道路（中国語版）
  -  石渝高速道路（中国語版）
  -  張南高速道路（中国語版）
  -  秀松高速道路（中国語版）
  -  安来高速道路（中国語版）
  -  渝筑高速道路（中国語版）
  -  重慶都市圏環線高速道路（中国語版）
- 国道
  -  G210国道
  -  G211国道
  -  G212国道
  -  G318国道
  -  G319国道
  -  G326国道

### 水運
- 朝天門埠頭から市内の長江沿い各県行き、及び武漢、上海行きの定期船や長江を下る客船が発着する。
- 市内を流れる長江に建設されたコンテナターミナルは中国内陸部最大規模を誇る。

### 市内公共交通
- 重慶軌道交通

重慶の市内軌道交通は重慶軌道交通（Chongqing Rail Transit、CRT）によって運営されており、路線網は地下鉄（1・4・5・6・10号線、環状線）とモノレール（2・3号線）によって構成される。駅数は291、路線長は520kmであり、中国で6位、中国西部で1位の長さを誇る。
初の路線はモノレールである2号線であり、2004年11月6日に正式開業前の観光運転を開始した。この路線は中国初のモノレール路線であるとともに、中国西部初の地下鉄道であった。
- ■1号線（重慶メトロ）：2011年7月28日開通。現在朝天門駅〜璧山駅間が営業中。
- ■2号線（重慶モノレール）：2005年6月18日開通。現在較場口駅〜魚洞駅間が営業中。
- ■3号線（重慶モノレール）：2011年9月29日開通。現在魚洞駅〜江北空港駅、挙人垻駅間が営業中。
- ■4号線（重慶メトロ）：2018年12月28日開通。現在民安大道駅～黄岭駅間が営業中。
- ■5号線（重慶メトロ）：2017年12月28日開通。現在跳蹬駅～悦港北路駅間が営業中。
- ■6号線（重慶メトロ）：2012年9月28日開通。現在茶園駅〜北碚駅、沙河垻駅間が営業中。
- ■9号線（重慶メトロ）：2022年1月25日開通。現在高灘岩駅～花石溝駅間が営業中
- ■10号線（重慶メトロ）：2017年12月28日開通。現在蘭花路駅～王家荘駅間が営業中。
- ■18号線（重慶メトロ）：2023年12月28日開通。現在跳蹬南駅～富華路駅間が営業中。
- ■環状線（重慶メトロ）：2018年12月28日開通。現在重慶西駅～重慶西駅間が営業中。
- ■江跳線（重慶市郊鉄道）：2022年8月6日開通。現在跳磴駅～聖泉寺駅間が営業中。

- 路線バス

- エスカレーター・エレベーター

高低差が大きいため、有料エスカレーターやエレベーターがある。
- 皇冠エスカレーター（両路口〜重慶駅）
- 凱旋路エレベーター（凱旋路〜較場口）

- 高空公共ロープウェイ

重慶独特の都市交通手段として、大江を渡るロープウェイ（索道）が使われている。現在のところ重慶には一本のロープウェイが営業中。嘉陵江を渡るロープウェイもあったが、2011年2月28日に廃止された。
- 重慶索道1號線（長江ロープウェイ）長安寺〜上新街

- 重慶雲巴（中国語版）

## 日本との関係
日本外務省は重慶市に在重慶日本国総領事館をおいている。
重慶モノレール第一期工事では43億元の総投資額のうちODAによる円借款（10年据え置き、40年償還、年利0.7%）271億円（約20億元）、23億元の支援を実施。大学の廃棄物処理研修や老齢化していた天然ガス、火力発電所などに最新排煙脱硫装置を設置するなどを実施した。また、中国沿岸部に対して、内陸、西部の発展の中心的役割を担っている同市に対して、学校設備整備、乳児死亡率減少を目指して医療設備などの支援を実施した。
長江と嘉陵江に挟まれているという立地条件から市内と郊外を結ぶ交通は自ずと橋に集中することになるが、この橋の料金所がボトルネックとなり渋滞が頻発していた。1999年に市内に架かる重慶長江第一大橋、嘉陵江大橋、石門大橋の有料三橋の料金収受システムの国際競争入札において豊田通商及びデンソーが受注し、日本式のETC（自動料金収受システム）が設置されている。
内陸のため日本との交通が不便なこともあり、日本人の常駐者は重慶市の総人口に比してかなり少ない。スズキ自動車の現地合弁企業である重慶長安鈴木汽車をはじめとした自動車関連企業や環境関連企業などが進出していたが、小型車の販売不振によりスズキが中国からの撤退を決定。2018年に合弁が解消されている。

## スポーツ
- 中国サッカー協会のプロチーム「重慶力帆足球倶楽部」の本拠地。ホームスタジアムは重慶オリンピック・スポーツセンター。
- また、2010年から2013年まで中国サッカー協会のプロチーム「重慶足球倶楽部」が存在していた。

## 名産
- 重慶火鍋
- 重慶小麺
- 酸辣粉

## 主要名勝

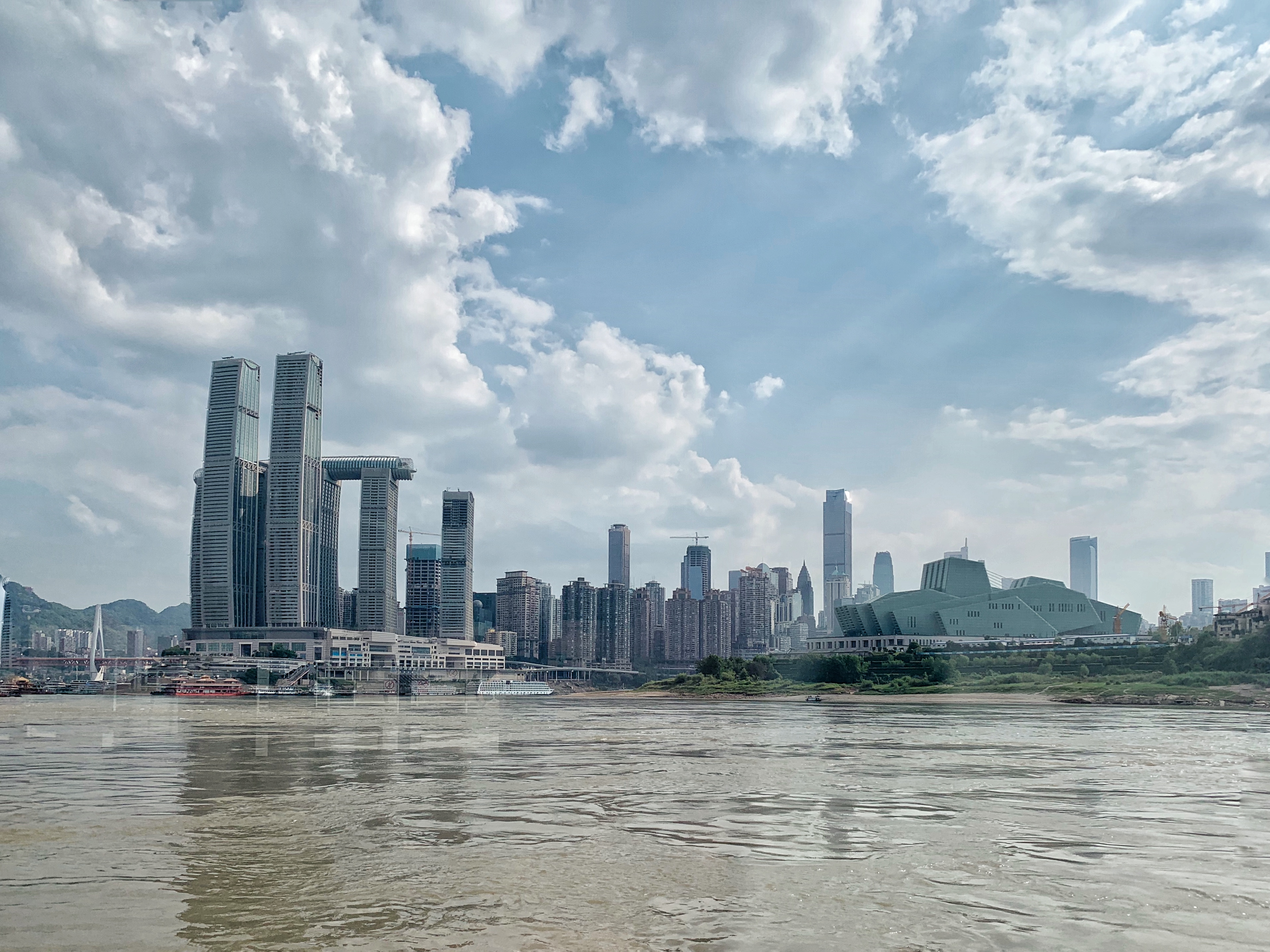
重慶のスカイライン

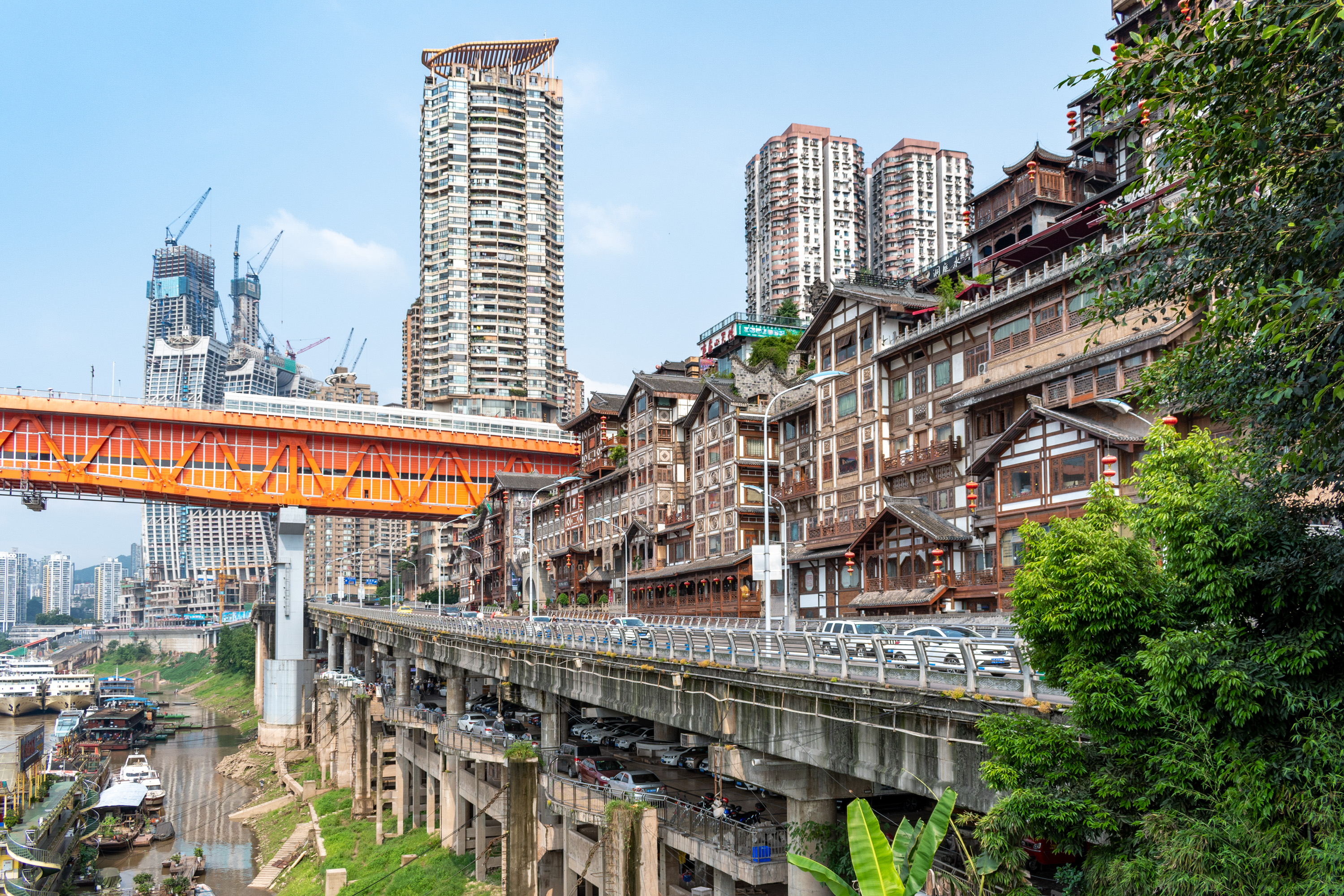
洪崖洞

- 洪崖洞（中国語版）
- 解放碑（中国語版）
- 聖愛堂・重慶聖ヨセフ天主経堂（中国語版）
- 龔灘古鎮（中国語版）
- 磁器口古鎮（中国語版）
- 長江三峡
- 大足石刻（1999年に世界遺産（文化遺産）に登録された）
- 武隆天坑（2007年に中国南方カルスト世界遺産（自然遺産）に登録された）
- 朝天門（中国語版）
- 重慶南温泉（中国語版）、重慶北温泉（中国語版）
- 鵝嶺公園（中国語版）
- 万州青龍瀑布（中国語版）
- 豊都鬼城（中国語版） 三峡ダム工事によって半島になる
- 合川釣魚城（中国語版）
- 涪陵白鶴梁 三峡ダム工事によって水没
- 忠県石宝寨 三峡ダム工事によって島になる
- 奉節白帝城 三峡ダム工事によって島になる
- 江津四面山（中国語版）
- 万盛黒山谷
- 長寿湖（中国語版）
- 石柱黄長寿湖（中国語版）水
- 重慶市人民大礼堂
- 重慶中国三峡博物館
- 南浜路
- 南川金仏山（中国語版）
- 北碚金刀峡（中国語版）
- 黔江小南海（中国語版）

## 友好都市
- 重慶市
  -  トゥールーズ（フランス）
  -  シアトル（アメリカ合衆国・1983.6.3）
  -  トロント（カナダ）
  -  広島市（日本・1986.10.23）
  -  水戸市（日本・2000.6.6）
  -  ブリスベン（オーストラリア連邦）
  -  デュッセルドルフ（ドイツ）
  -  レスター（イギリス）

- 重慶市江津区
  -  都城市（日本・1999.11）
- 重慶市巴南区
  -  三条市（日本）